# Jessica Boehrs

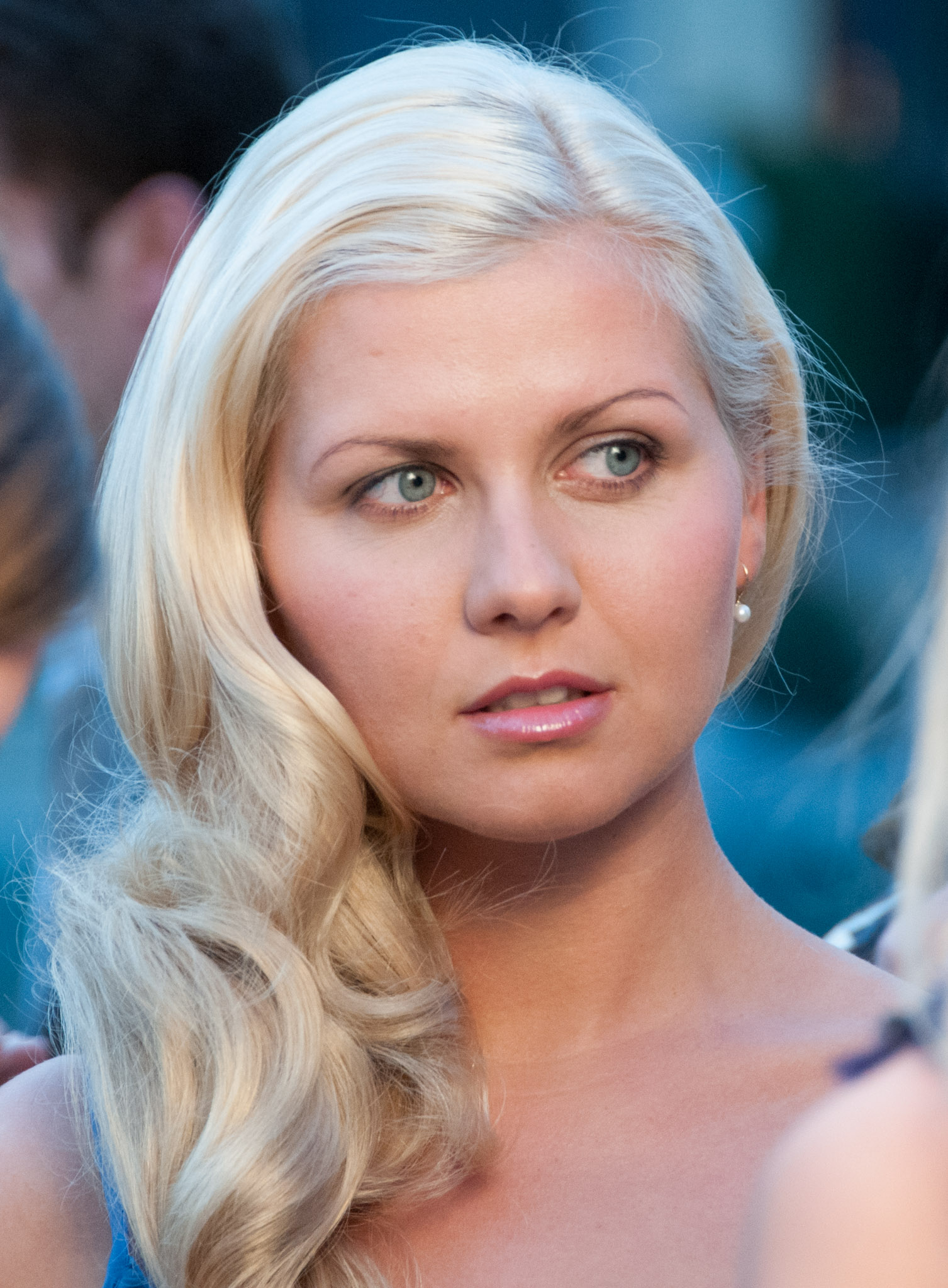
Jessica Boehrs (2009)

Jessica Boehrs (* 5. März 1980 in Magdeburg) ist eine deutsche Dance-Pop-Sängerin, Fernsehmoderatorin und Schauspielerin.

## Leben

### Anfänge
Jessica Boehrs begann 1993 mit 13 Jahren als Schauspielerin zu arbeiten. Zunächst spielte sie kleinere Rollen in Fernsehserien und Fernsehfilmen. 1996 machte sie als JessVaness ihre ersten Schritte im Musikgeschäft, u. a. als Backgroundsängerin bei Caught in the Act oder Tic Tac Toe. Sie war zunächst nur mäßig erfolgreich und verlagerte ihre Aktivitäten ins Studio. Sie sang unter anderem den Chorus von Laura.

### Musikkarriere alsNovaspace
2002 traf sie den Stuttgarter Musikproduzenten Felix Gauder, Novaspace wurde gegründet. Die erste Single Time After Time, im Original von Cyndi Lauper, erreichte auf Anhieb Platz 6 in den deutschen Charts. Weitere Coverversionen folgten. Am 6. Januar 2003 erschien das erste Album Supernova.
2004 erschien das zweite, von Claude Nova und Fabienne Space produzierte Novaspace-Album Cubes, auf dem mehr selbstgeschriebene Songs zu finden sind als auf dem Vorgänger. Jedoch handelte es sich bei den ausgekoppelten Singles Run to You, Beds Are Burning und So Lonely um Coverversionen von Bryan Adams, Midnight Oil und The Police. Alle drei Singles schafften den Einstieg in die deutschen Charts. Der Song Beds Are Burning wurde zum erfolgreichsten in der Karriere von Novaspace. Der Hit So Lonely wurde in den USA veröffentlicht, floppte jedoch in den Billboard-Charts.
Am 2. Juni 2006 wurde das dritte Album DJ Edition veröffentlicht. Im Januar 2008 wurde bekanntgegeben, dass für das Projekt Novaspace eine neue Sängerin gesucht wurde, die mit Jenny Marsala gefunden wurde.

### Film und Fernsehen
Seit ihrem 13. Lebensjahr spielte Boehrs unter anderem Rollen in Fernsehserien und Fernsehfilmen wie Die Wagenfelds, Der Bulle von Tölz, Die Wache, SOKO München oder Die Rote Meile. 2003 übernahm sie die Rolle der Melanie Neuhaus in der ARD-Seifenoper Marienhof. Im gleichen Jahr bekam sie eine Rolle in der Dreamworks-Produktion Eurotrip. In der Komödie spielte sie Mieke, die deutsche Brieffreundin von Scott – die er fälschlicherweise für einen Mann („Mike“) hielt.
Nebenbei moderierte Boehrs von 2006 bis 2007 zeitweise für RTL II, u. a. die Musiksendung Apres Ski Hits (mit Darius Rafat im Jahr 2006 und mit DJ Ötzi im Jahr 2007).
In den Jahren 2006 und 2007 war Boehrs in der ZDF-Serie Eine Liebe am Gardasee, in der KiKA-Serie Schloss Einstein als Erzieherin Nina und in der Sat.1-Comedyserie Zack! Comedy nach Maß zu sehen. Von März bis Oktober 2008 war Boehrs als Jana Schneider in der ARD-Telenovela Sturm der Liebe zu sehen. Am 17. Januar 2010 war sie Gastgeberin bei Das perfekte Promi-Dinner.
Im Februar 2012 hatte Boehrs für drei Folgen einen Gastauftritt als Vivian Wellbach in der Sat.1-Telenovela Anna und die Liebe. Von 2012 bis 2015 war sie als Hochzeitsplanerin Andrea Herbst in der Fernsehserie Kreuzfahrt ins Glück neben Marcus Grüsser zu sehen.

### Privates
Boehrs lebt in München und Potsdam und war ab Juli 2010 mit dem Schauspieler Marcus Grüsser verheiratet. Im März 2015 wurde die Trennung des Paares bekannt. Im September 2015 wurde sie Mutter eines Sohnes.

## Filmografie
- 1995: Die Kreuzfahrt
- 1995: So ist das Leben! Die Wagenfelds (Fernsehserie, 1 Folge)
- 1996: Der Bulle von Tölz: Tod am Altar (Fernsehreihe)
- 1998: Julia – Kämpfe für deine Träume!
- 1999: Die Rote Meile (Fernsehserie, Folge: Die Lolita-Gang)
- 1999: Unschuldige Biester
- 2000–2002: SOKO München (Fernsehserie, 2 Folgen, verschiedene Rollen)
- 2002: Der Bulle von Tölz: Liebespaarmörder
- 2002: Marienhof (Fernsehserie, 11 Folgen)
- 2003: Die Wache (Fernsehserie, 1 Folge)
- 2004: Eurotrip
- 2005: Zack! Comedy nach Maß (Fernsehserie, mehrere Folgen)
- 2006: Die Familienanwältin (Fernsehserie, Folge: Ramba Zamba)
- 2006: Eine Liebe am Gardasee (Fernsehserie, 15 Folgen)
- 2006: One Way
- 2006: Rosamunde Pilcher: Die Liebe ihres Lebens
- 2006: They Know
- 2006–2007: Schloss Einstein (Fernsehserie, 52 Folgen)
- 2008: Ein Ferienhaus auf Ibiza
- 2008: Sturm der Liebe (Fernsehserie, 132 Folgen)
- 2008: Im Tal der wilden Rosen (Fernsehserie, Folge: Gipfel der Liebe)
- 2009: Hallo Robbie! (Fernsehserie, Folge: Robbie hat Schwein)
- 2010–2015: Kreuzfahrt ins Glück (Fernsehreihe, 8 Folgen)
- 2012: Anna und die Liebe (Fernsehserie, 3 Folgen)
- 2015: Heiter bis tödlich: Hubert und Staller (Fernsehserie, Folge: Klinisch tot)
- 2017: Dr. Klein (Fernsehserie, 1 Folge)
- 2018: SOKO Stuttgart (Fernsehserie, Folge: Fremde Stimmen)
- 2018: Phantomschmerz
- 2019: Beck is back! (Fernsehserie, Folge: Endstation)
- 2019: Familie Dr. Kleist (Fernsehserie, Folge: Für diesen Augenblick)
- 2024: Gute Zeiten, schlechte Zeiten (Fernsehserie)